# Лесное кладбище (Рига)
Лесно́е кла́дбище (латыш. Rīgas Meža kapi) — кладбище в городе Риге. Расположено между городскими районами Чиекуркалнс и Межапарк. Формально поделено на 1-е Лесное кладбище (ул. Айзсаулес, 2) и 2-е Лесное кладбище (ул. Гауяс, 12). Общая площадь около 85 га.

## История
Лесное кладбище в Риге было основано по решению городских властей в 1913 году, церемония освящения состоялась 19 июня.
Кладбище задумывалось как главный городской некрополь, пришедший на смену Большому кладбищу, открытому в 1773 году и исчерпавшему свой потенциал.
Выдающийся ландшафтный архитектор Георг Фридрих Куфальдт, бывший автором первоначального проекта, предполагал разбить его как парк с одной центральной аллеей (via funeralis), несколькими боковыми и множеством маленьких дорожек, вдоль которых должны были находиться могилы с невысокими оградами и небольшими памятниками.
Начавшаяся вскоре Первая мировая война не позволила осуществить задуманное. Рядом с Лесным кладбищем появились могилы солдат, павших на полях сражений. Впоследствии на этом месте возник мемориал Братского кладбища. Не был реализован и оригинальный проект большой часовни «Чёрный крест» архитектора Ханса Вернера.
До постройки в 1935 году новой часовни по проекту Эйжена Лаубе, обряды совершались в приспособленном для этих целей административном здании, построенном в 1913 году архитектором Вильгельмом Нейманом.
На территории кладбища находится много произведений мемориальной скульптуры, надгробные памятники, созданные известными скульпторами (Ю. Баярс, А. Гулбис, А. Думпе, К. Земдега, Ж. Смилтниекс, К. Янсонс и другие), различные мемориалы.

## Известные захоронения
На Лесном кладбище похоронены известные латвийские политики, военные и общественные деятели — первый президент Латвийской республики Янис Чаксте, первый министр иностранных дел Зигфрид Анна Мейеровиц, известные писатели Валентин Пикуль и Апсишу Екабс, военный деятель О. Я. Удентыньш, один из основоположников современной латвийской живописи, основатель Латвийской академии художеств и её ректор с 1919 по 1934 год Вильгельм Пурвитис (перезахоронение в 1994 году), праведник мира Жанис Липке и другие. Также на кладбище имеется памятная табличка балтийским немцам, павшим в войне за независимость Латвии.